# Laphria chrysotelus
Laphria chrysotelus är en tvåvingeart som beskrevs av Walker 1855. Laphria chrysotelus ingår i släktet Laphria och familjen rovflugor. Inga underarter finns listade i Catalogue of Life.